# Idionella titivillitium
Idionella titivillitium är en spindelart som först beskrevs av Crosby och Bishop 1925.  Idionella titivillitium ingår i släktet Idionella och familjen täckvävarspindlar. Inga underarter finns listade i Catalogue of Life.